# ييزي

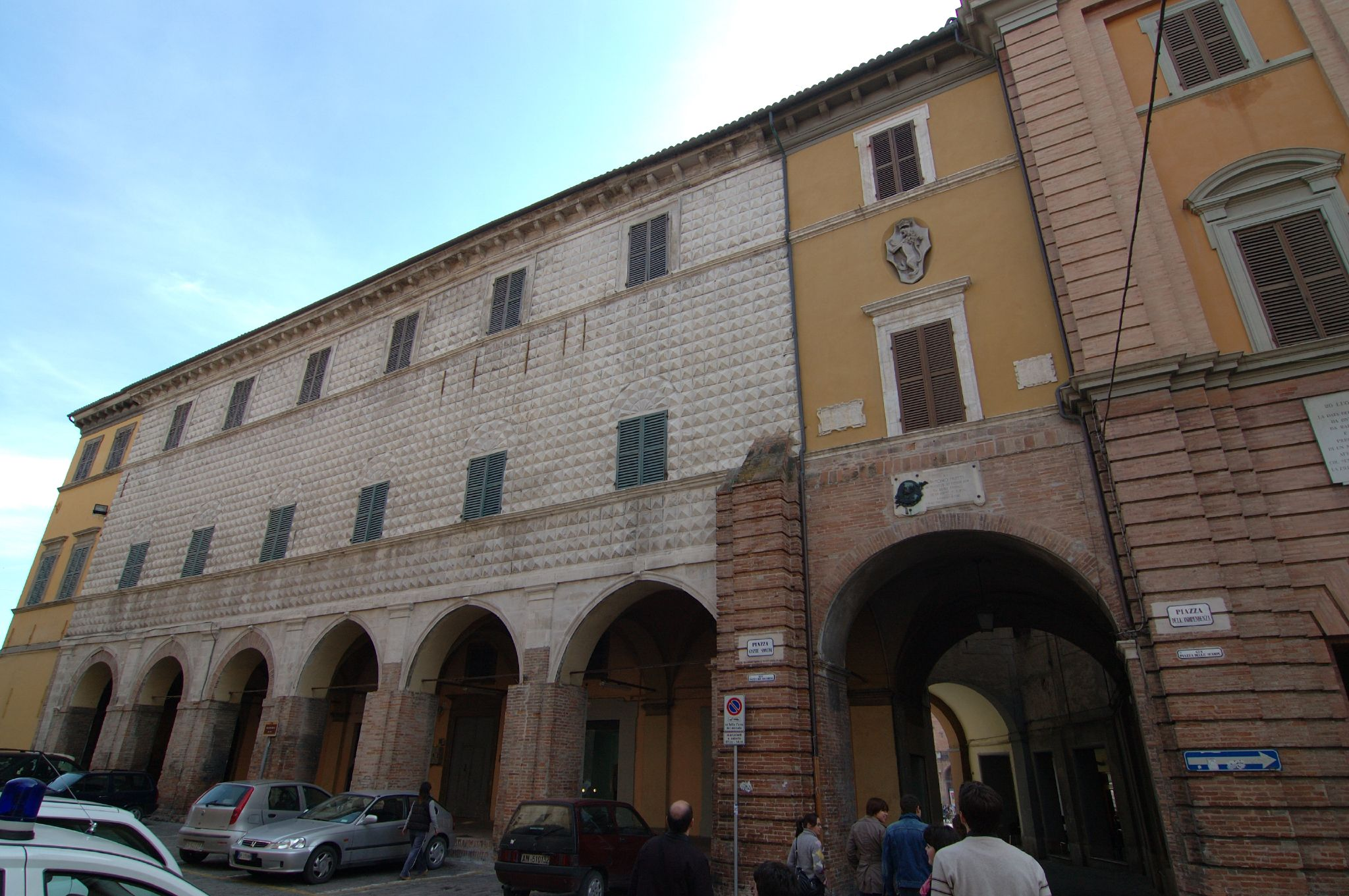
مبنى ريتشي.

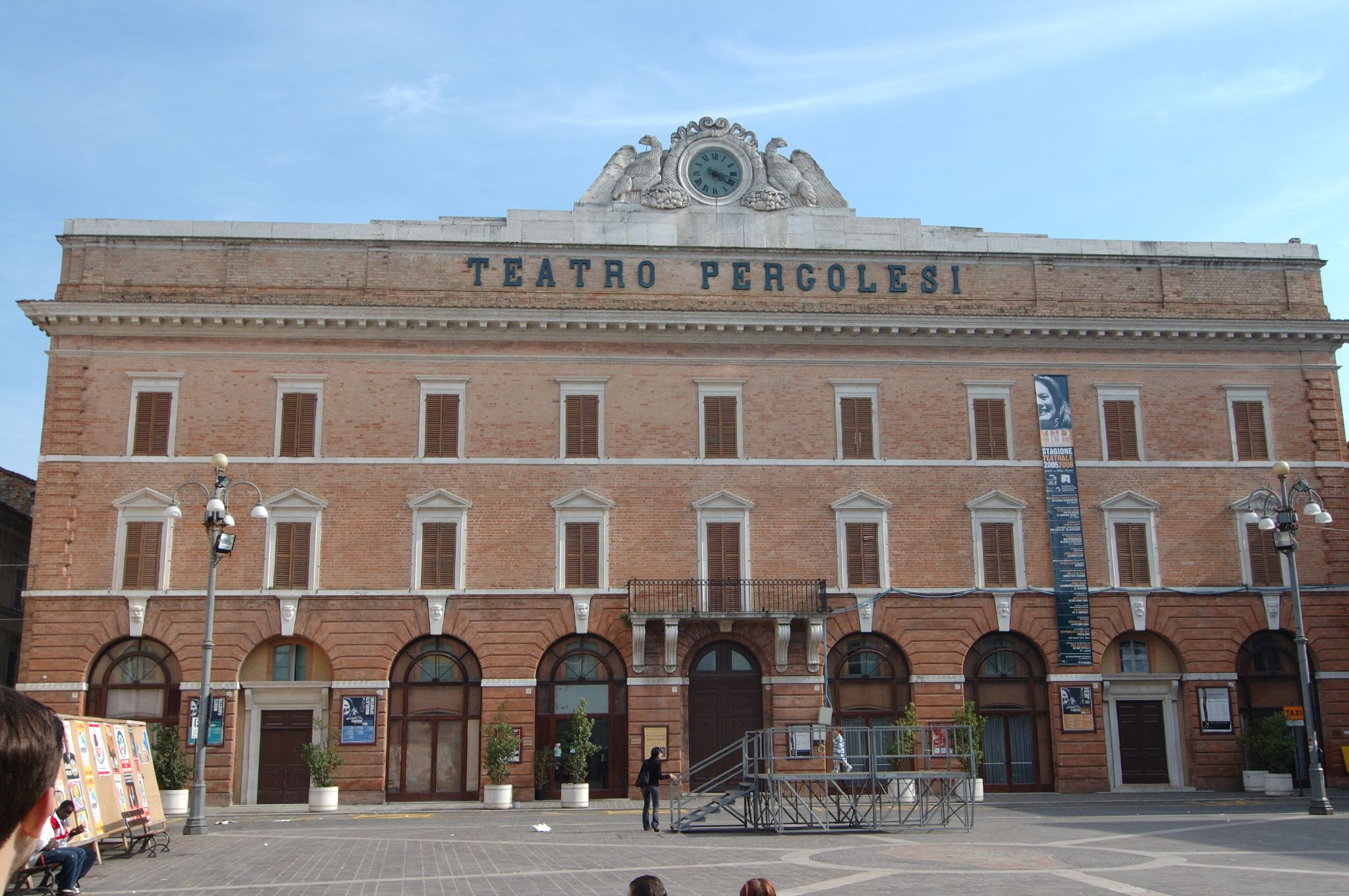
مسرح برغوليزي.

ييزي أو آسِيَا (Jesi) هي مدينة تقع وسط إيطاليا في مقاطعة أنكونا بإقليم ماركي عددسكانها 40.954 نسمة.
تعد الآن مركز زراعي وتجاري بحت على السهل الفيضي على يسار (الشمال) نهر أزموم وعلى بعد 17 كيلومترا من مصبه في بحر البنادقة.

## السكان
في سنة 1861 بلغ عدد السكان 18٬948 نسمة، وتطور العدد ليصل في سنة 2011 لـ 40٬303 نسمة.
يظهر هذا المخطط البياني تطور النمو السكاني لـ ييزي

## التاريخ
أصول ييزي قديمة جداً، كانت مستعمرة رومانية منذ 247 قبل الميلاد (Aesis القديمة)، وأصبحت بلدية حرة في القرن الحادي عشر، ثم تصارع عليها على مدى قرون بين آل مالاتيستا وآل سفورزا وبراتشو دا مونتوني. مسقط رأس الإمبراطور فريدريك الثاني (1194) وجوفاني باتيستا برغوليزي (1710).
لا تزال تحتفظ بأسوار محيطة قروسطية أخـّادة، فضلا عن قلعة قام بصيانتها وبتوسعتها المعماري باتشو بونتيلي في عام 1488.
في عام 1969 استضافت مؤتمر علم المعمار الدولي برعاية اليونسكو، الذي سمـّاها «مدينة مثالية» لتحقيقها التكامل المعماري بين مختلف طبقاتها التاريخية.

## توأمة
لييزي اتفاقيات توأمة مع كل من:
- فايبلينغن
- ميين [الإنجليزية]‏
- لوتشرا
- كلوج نابوكا
- Devizes [الإنجليزية]‏
- غالاتس

## أعلام
- ميشيل سكاربوني
- فريدريك الثاني
- رافاييل ساباتيني
- جيانكارلو أليساندريني
- جوفانا تريليني